# Szlak „Po Działach Grabowieckich”
Szlak „Po Działach Grabowieckich” – zielony szlak turystyczny na terenie województwa lubelskiego o długości ok. 28 km od przystanku PKS w Starym Zamościu do Wieży Widokowej w Kornelówce. Kod szlaku to LU-5601-z. Szlak przebiega przez Skierbieszowski Park Krajobrazowy.

## Przebieg szlaku
1. Stary Zamość (przystanek autobusowy)
2. Wierzba
3. las „Pańska Dolina” -  krzyżuje się z Zielony Punkt Kontrolny (ZPK), czyli trasami pieszymi i rowerowymi do biegów na orientację[3]
4. Huszczka Duża
5. Skierbieszów – krzyżuje się ze  szlakiem Ariańskim oraz   „Szlak śladami Księdza Stefana Wyszyńskiego"
6. Suchodębie - odcinek wspólny z    „Szlak śladami Księdza Stefana Wyszyńskiego"
7. Łaziska - krzyżuje się ze   „Szlak śladami Księdza Stefana Wyszyńskiego”, Dwór Świdzińskich w Łaziskach
8. rezerwat Łaziska
9. Kobyla Łoza
10. Kornelówka (wieża widokowa) - wieża widokowa w stylu starodawnej kamiennej baszty.

Odcinek Skierbieszów - Suchodębie - Łaziska ma wspólny przebieg razem z    „Szlak śladami Księdza Stefana Wyszyńskiego”.
Odcinek Stary Zamość - Pańska Dolina (leśniczówka) ma wspólny przebieg z trasą rowerową gminy Stary Zamość „Na Pańską Dolinę”.

## Zdjęcia

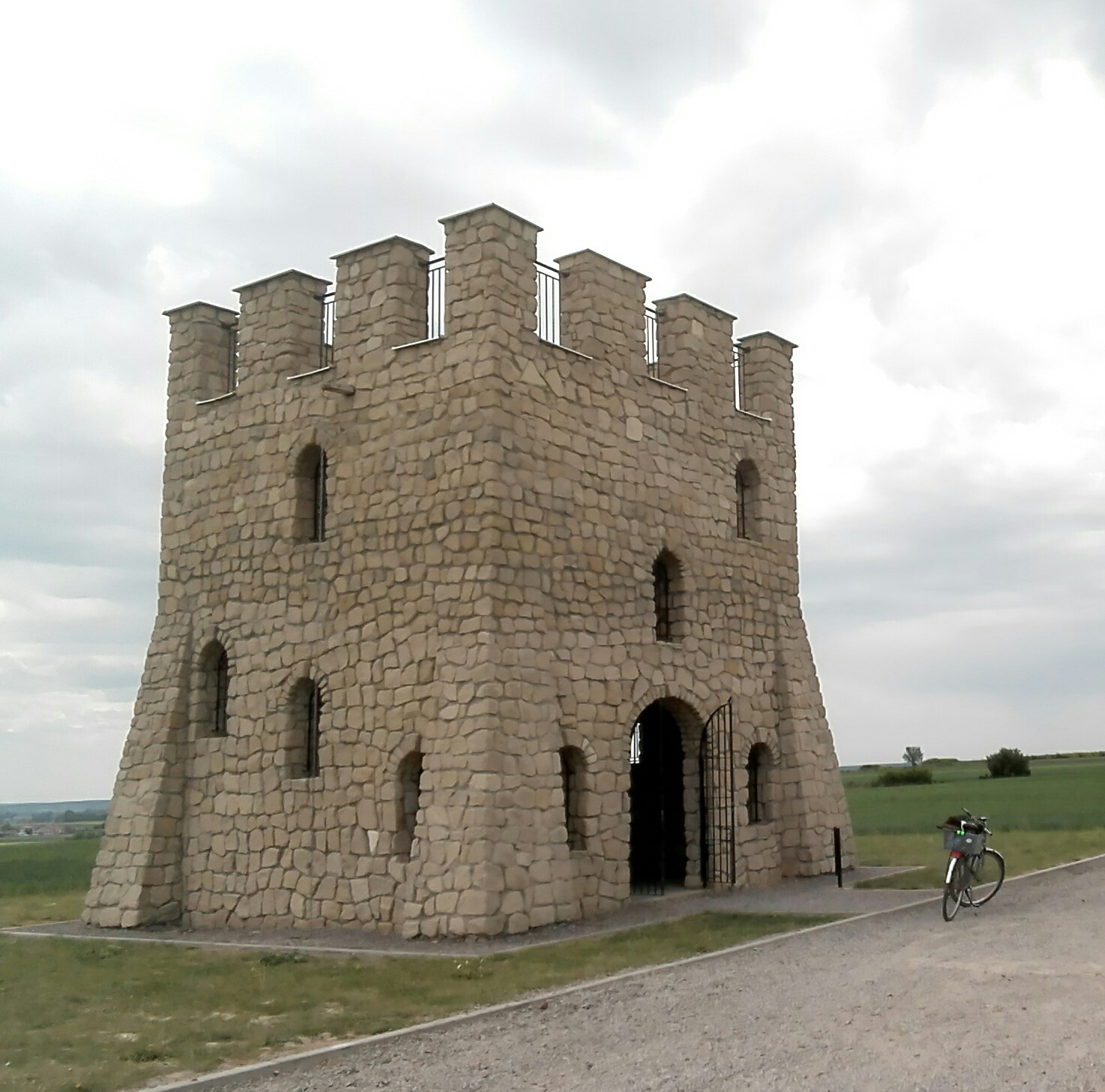
Wieża widokowa w Kornelówce

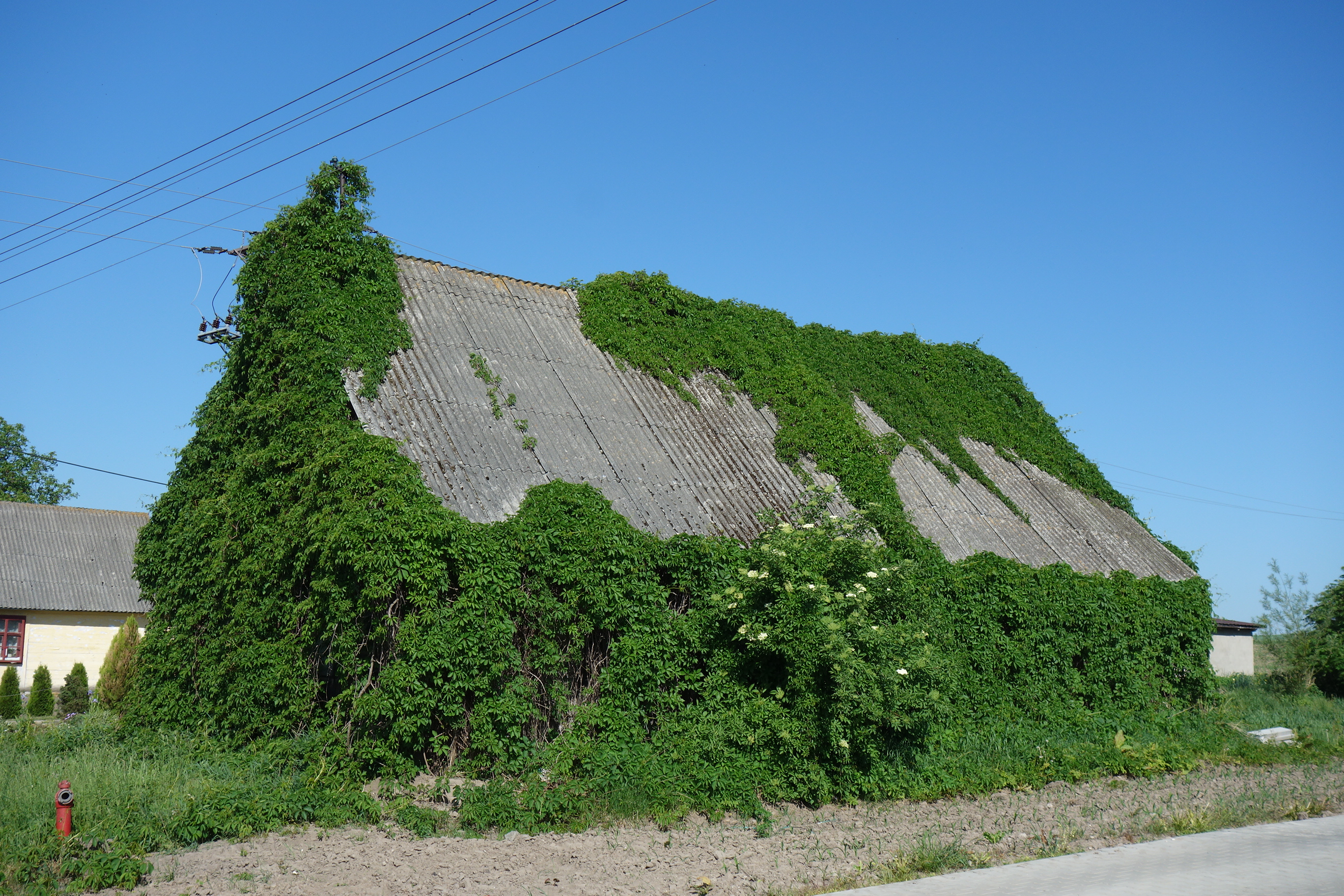
Domek we wsi Wierzba
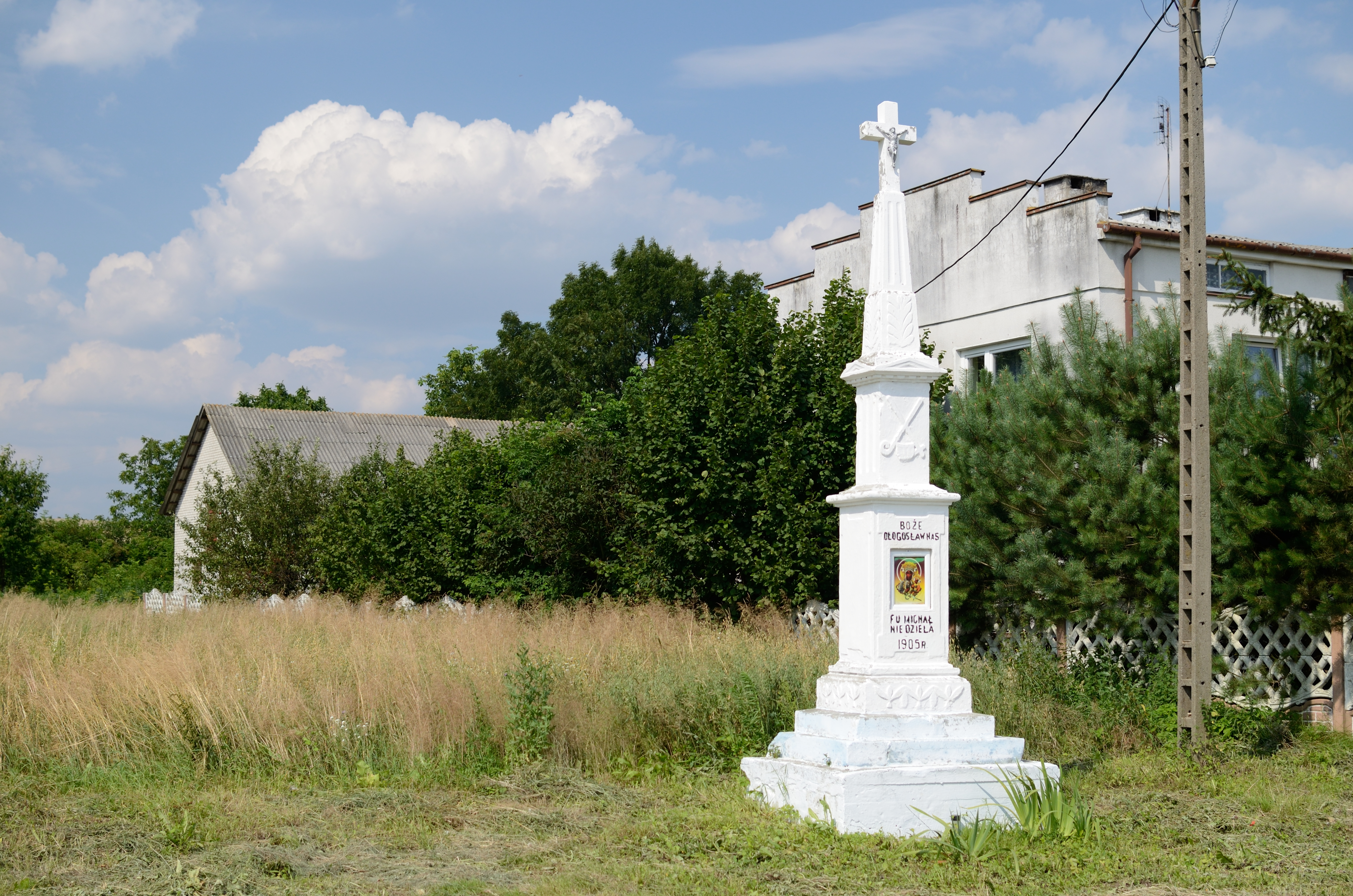
Kapliczka z 1905 roku we wsi Wierzba
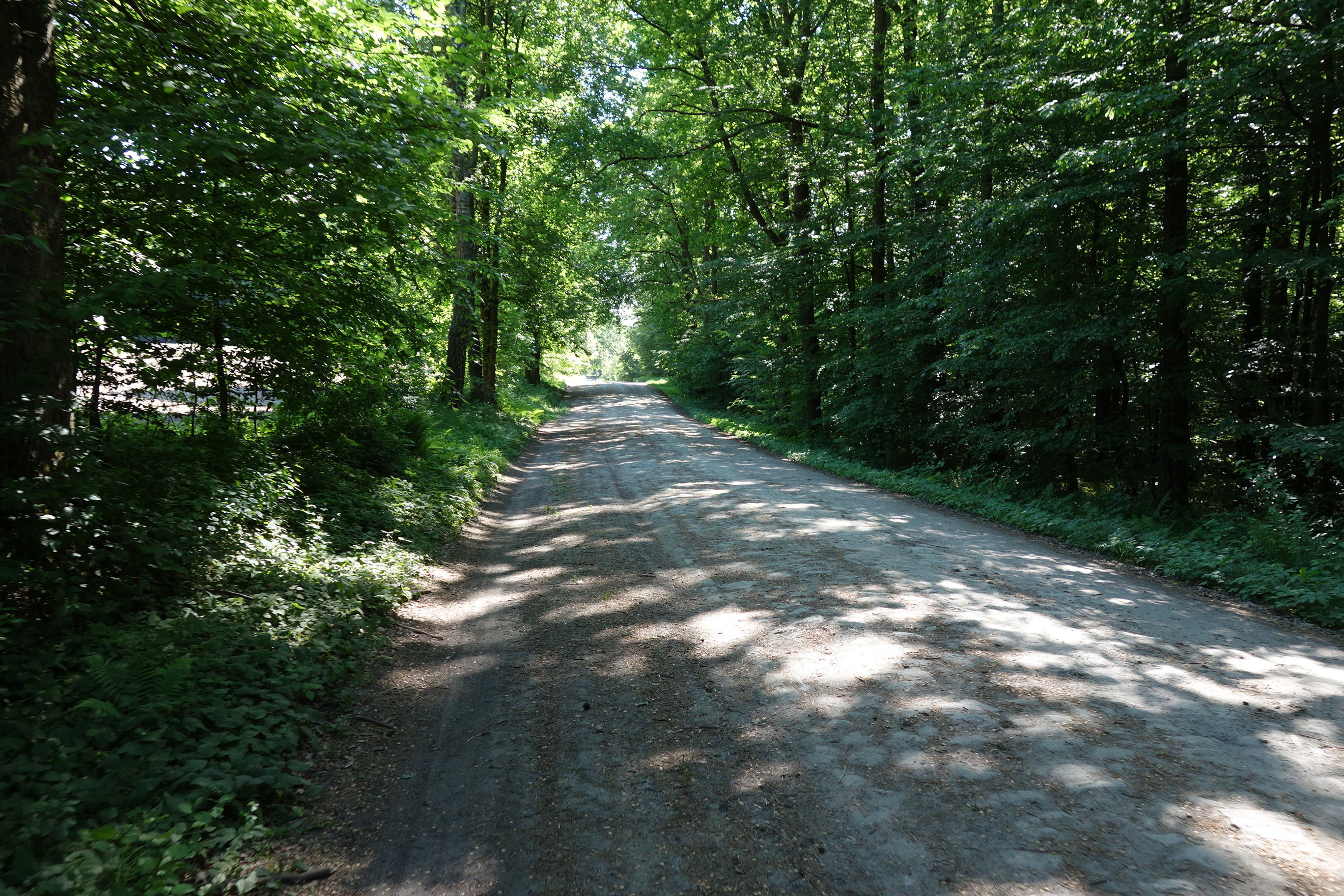
Las Pańska Dolina
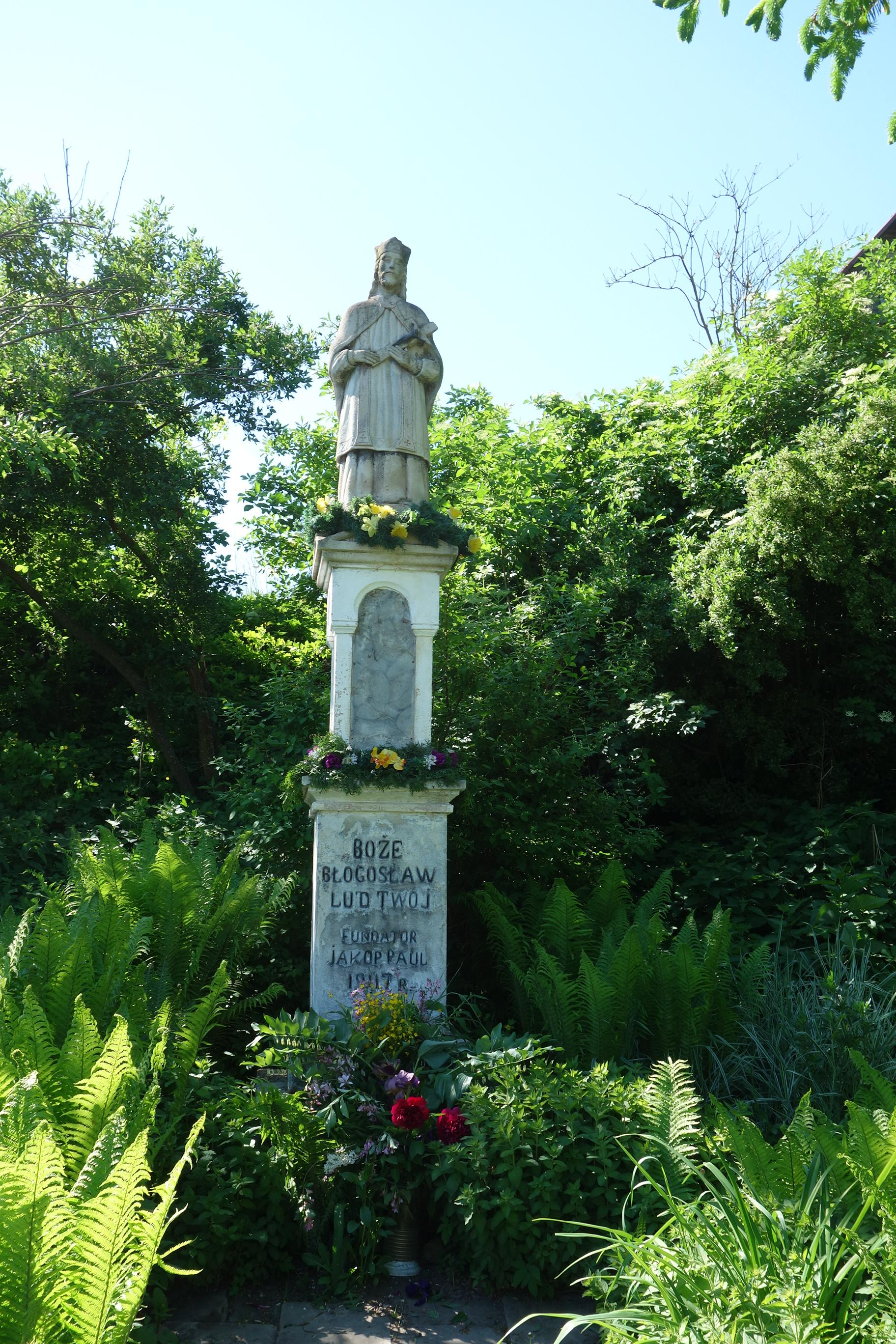
Huszczka Duża
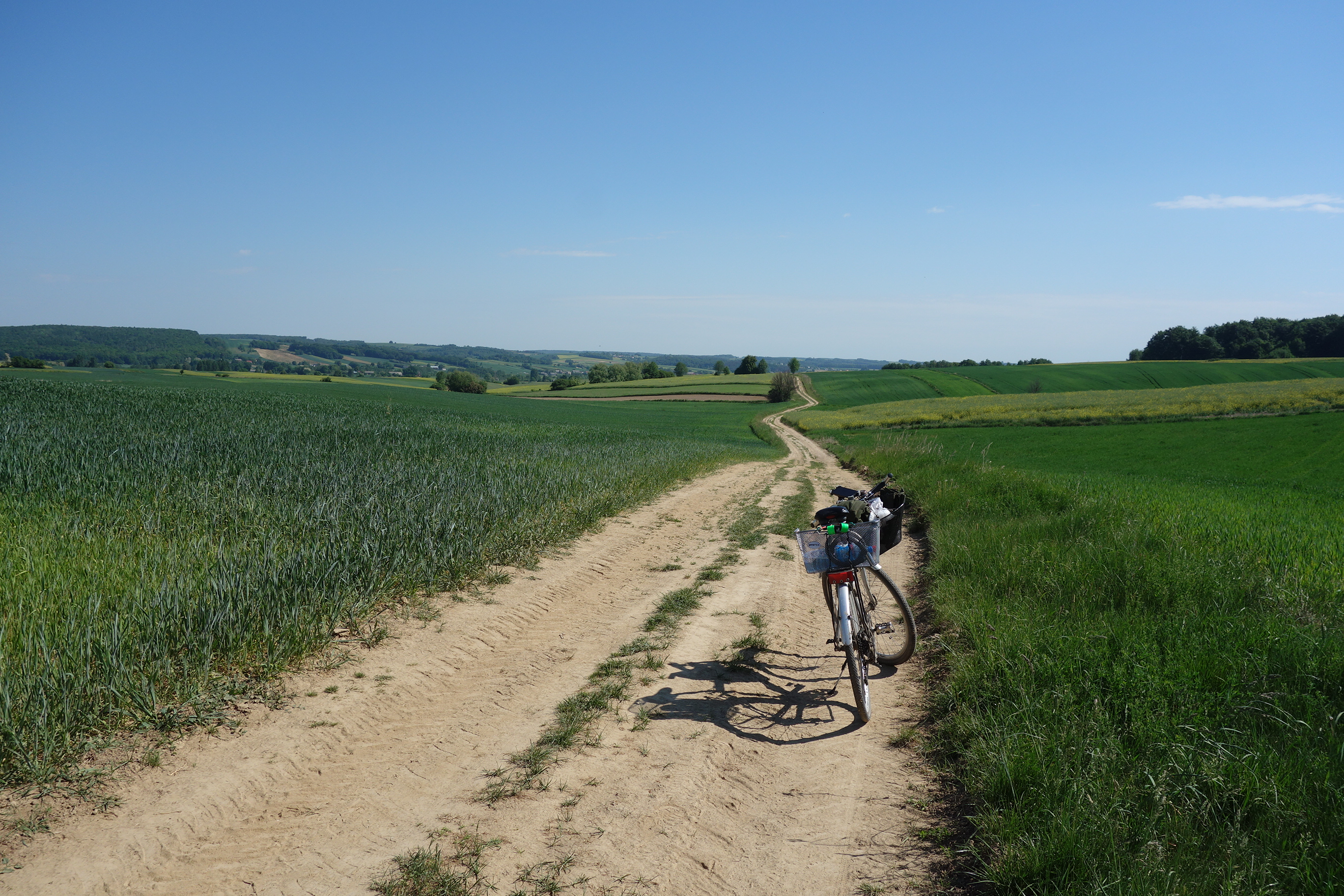
Widok na Skierbieszów
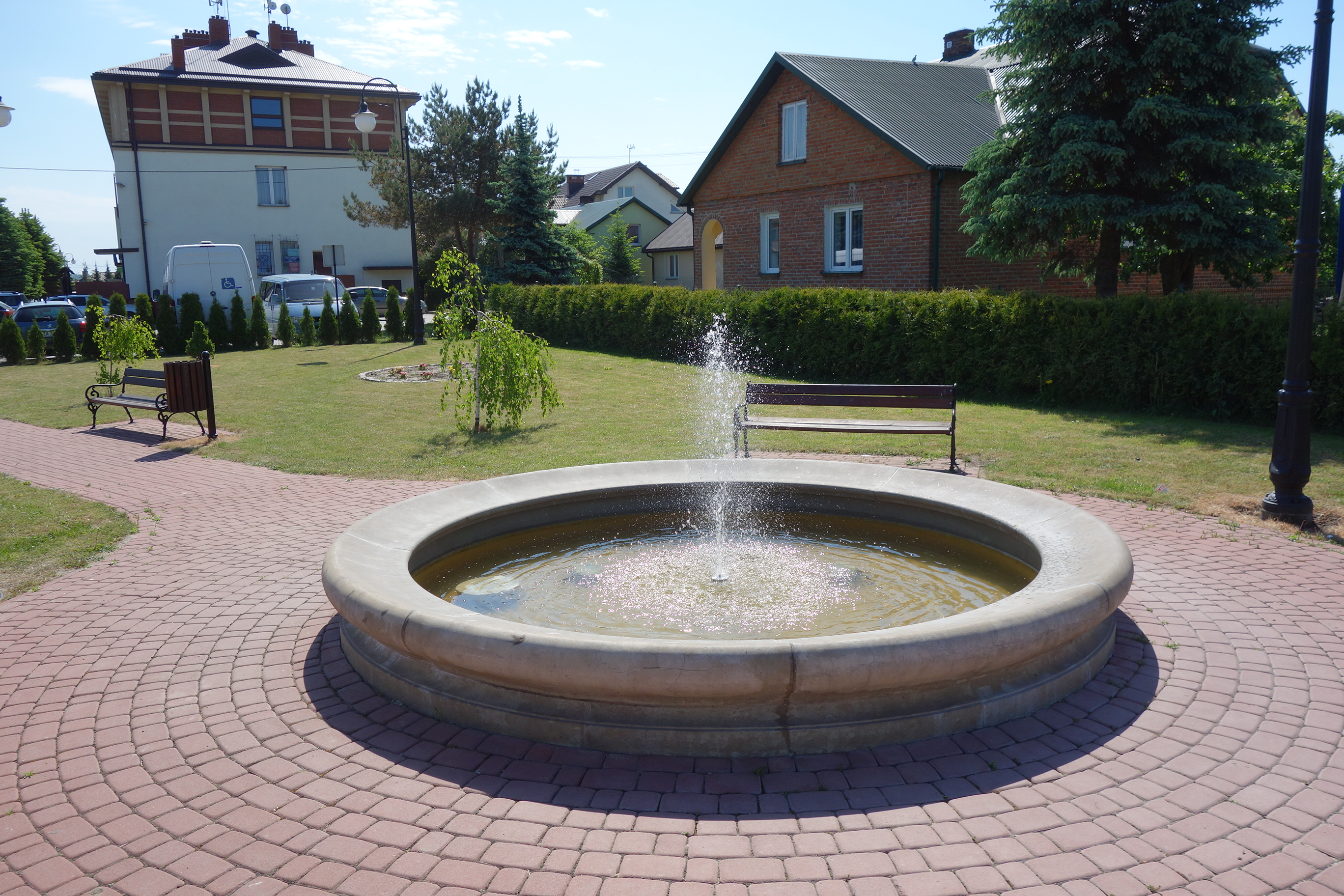
Fontanna w Skierbieszowie
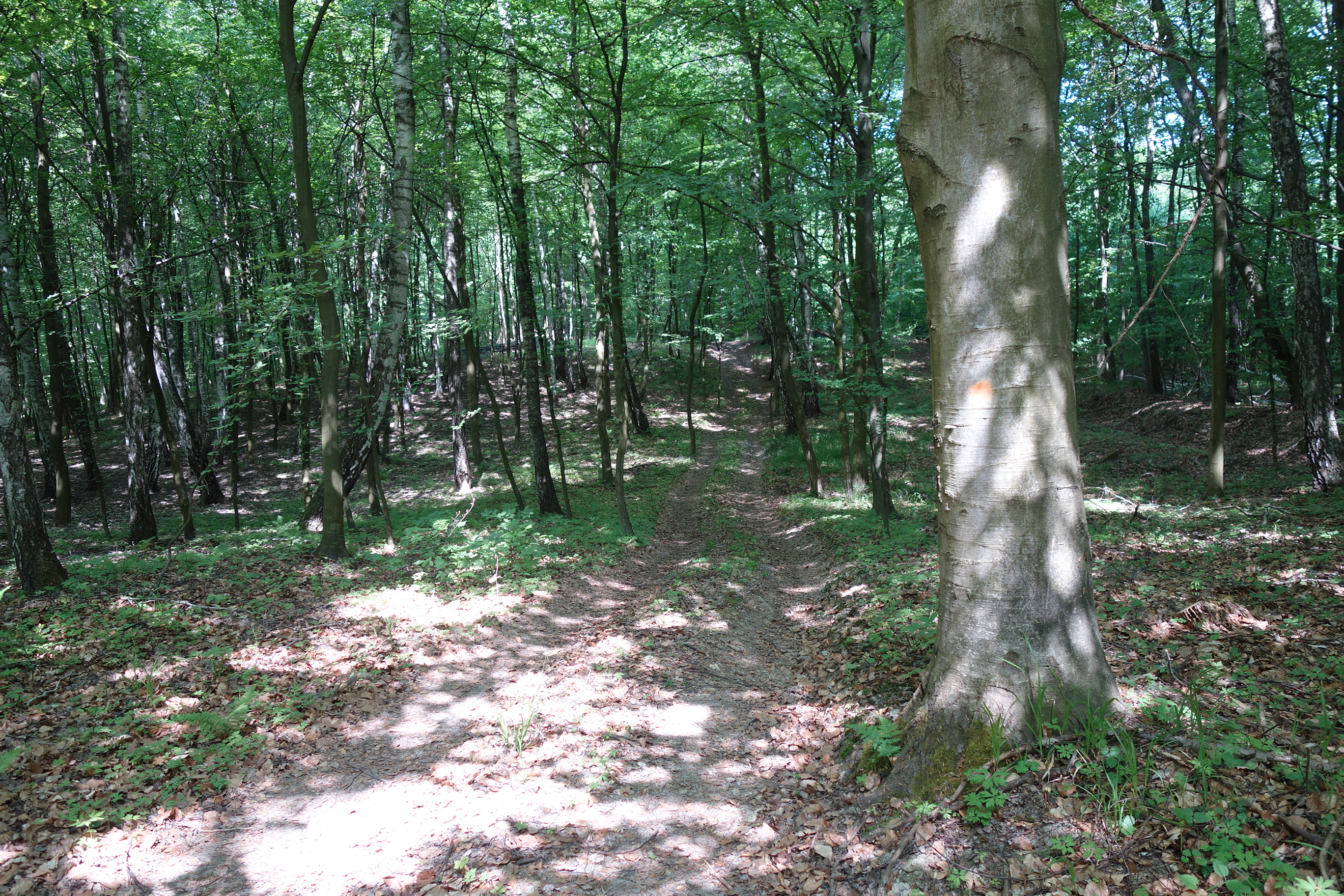
Las Łaziska